# الحرية الدينية في الإكوادور
يكفل دستور الإكوادور الحرية الدينية في البلاد، وتحترم الحكومة عمومًا هذا الحق في الممارسة العملية. تسهم سياسة الحكومة في الممارسة الدينية الحرّة عمومًا. لم تتلقَّ الولايات المتّحدة أي تقارير تفيد بانتهاكات اجتماعية أو تمييز على أساس المعتقدات أو الممارسات الدينية في عام 2007. 

## الديموغرافيا الدينية
تبلغ مساحة الدولة 283,651 كلم مربع، بينما يبلغ عدد سكانها 13 مليون نسمة (في عام 2010). يقدّر المؤتمر الأسقفي الكاثوليكي نسبة الروم الكاثوليك في الإكوادور بنحو 85%، إذ تبلغ نسبة الكاثوليك النشطين 35% من السكان. تتبع بعض المجموعات –ولا سيما السكان الأصليين الذين يعيشون في الجبال- شكلًا من أشكال الكاثوليكية التي تجمع بين المعتقدات الأصلية والمذهب الكاثوليكي الأرثودوكسي. يقدّر الاتحاد التبشيري الإنجيلي عدد البروتستانتيين في البلاد بمليون شخص. 
تمتلك العديد من الجماعات الدينية المسجلة لدى الحكومة أعدادًا صغيرةً جدًا من الأتباع؛ بما في ذلك، الأنجليكانيين، والبهائيين، والأسقفيين، واللوثريين، والمشيخيين، وأتباع الكنيسة التوحيدية. تتضمّن المجموعات الأخرى التي لا تمتلك سوى أعداد قليلة من الأتباع كلًا من المسلمين واليهود وأتباع الديانات الأرثوذكسية الشرقية. هناك أيضًا أتباع الإله إنتي –وهو إله الشمس التقليدي للإنكا- وبعض الملحدين، لكن لا توجد أي إحصاءات موثوقة بشأن حجم هذه المجموعات الصغيرة. 

## وضع الحرية الدينية
ينصّ الدستور على الحرية الدينية، وتحترم الحكومة عمومًا هذا الحق في الممارسة العملية. سعت الحكومة إلى حماية هذا الحق بالكامل على جميع المستويات، فلا تتسامح مع انتهاكاته، سواء من جانب الجهات الحكومية أو الخاصة. يمنح الدستور جميع المواطنين والأجانب الحق في ممارسة الدين بحرّية وعلانية. تفرض الحكومة نوعًا واحدًا من الحدود وهو «تلك الحدود المحظورة بموجب القانون لحماية التنوع والتعددية والأمن وحقوق الآخرين واحترام ذلك». يحظر الدستور التمييز القائم على الدين.
تشترط الحكومة ترخيص المجموعات الدينية أو تسجيلها في حال ممارستها للأنشطة التبشيرية. ما تزال المنظمات الدينية غير المشاركة في مثل هذه الأنشطة تمتلك حرية التسجيل للحصول على هوية قانونية؛ الأمر المرغوب عند إبرام العقود. يُشترط على أي منظّمة دينية راغبة في التسجيل لدى الحكومة امتلاك رخصة، وأن تكون مؤسسة غير ربحية، وأن تُدرج جميع الأسماء التي تستخدمها المجموعة (لضمان عدم استخدام أسماء المجموعات المُسجّلة مسبقًا دون إذن منهم)، وتقديم توقيعات ما لا يقل عن 15 عضو. بالإضافة إلى ذلك، ينبغي على المجموعات تقديم التماس إلى وزارة الشؤون الحكومية عبر محامْ مرخّص، ودفع رسوم تسجيل تُقدّر بنحو 100 دولار أمريكي. واصلت الحكومة تبسيط عملية التسجيل للجماعات الدينية خلال الفترة التي غطّاها هذا التقرير.
تسمح الحكومة لجميع الجماعات الدينية بممارسة الأنشطة التبشيرية والتعبير الديني العلني.
لا تسمح الحكومة عمومًا بالتعليم الديني في المدارس العامة. تتمتّع المدارس الخاصة بحرية تامة في تقديم التعليم الديني، كما يفعل الآباء في المنزل. 
تسهم سياسة الحكومة وممارساتها العملية في الممارسة الدينية الحرة عمومًا. تُفيد التقارير بأن الكاثوليك قد اشتكوا من تقييد الحكومة لوصولهم إلى جزر غالاباغوس لأسباب بيئية، لدرجة جعلت المبشرين الأجانب يعانون من صعوبة في خدمة الكاثوليك المقيمين البالغ عددهم 14,500 شخص. لم ترد أي تقارير تفيد بوجود سجناء أو محتجزين دينيين في البلاد.
شرع ضابطان عسكريان (إيفان سانتي موكوشيجوا، وسيرفانتس سانتاماريا كوجي) وشخص مدني (لوسيو سيريليو داهوا) بقتل المعالج التقليدي بالتي كادينا وجرح أحد أبنائه بالقرب من قلعة أمازوناس العسكرية في بويو بمقاطعة باستازا في 27 أغسطس من عام 2006. اتّهم المدّعي العام في محكمة مدنية الضابطين العسكريين بجريمة قتل. احتُجز الضباط في قلعة أمازوناس العسكرية واستأنفوا الحكم أمام محكمة بويو العليا في نهاية الفترة المشمولة في التقرير. أضافت بعض التقارير الصحفية أن أربعةً من المعالجين التقليديين على الأقل قد قُتلوا في السنوات العشرة الماضية في المنطقة ذاتها.
لم ترد أي تقارير عن تحوّل ديني قسري.